# Crassispira sandrogorii
Crassispira sandrogorii é uma espécie de gastrópode do gênero Crassispira, pertencente à família Pseudomelatomidae.